# Rote Straße (Flensbourg)
La Rote Straße (en français, la "rue Rouge") est une rue de la ville de Flensbourg, au sud du centre-ville. Elle mène de Südermarkt à Neumarkt, non loin jusqu'au quartier de Rude, d'où vient le nom de la rue.

## Géographie
À l'origine, c'était la seule artère au sud. Elle commence dans le sud-ouest de Südermarkt, où elle croise la Friesische Strasse, qui, avec Angelburger Straße vers l'est, forme l'une des plus anciennes liaisons est-ouest de cette région. Le Holm, l'axe central de la ville, rencontre la place du nord. Derrière le Neumarkt, déjà en dehors du développement urbain d'origine, mais situé sur le Stadtfeld, elle se divise en artères vers le Husum et le Schleswig. Entre celles-ci se trouvait le Rude au Moyen Âge. Le couvent franciscain bordait la rue.

## Histoire
En tant que voie d'accès depuis le sud, qui borde également la place du marché la plus importante de la ville, la Rote Straße est principalement une rue d'auberges pendant des siècles, en particulier sur son côté ouest. L'hospice de la paroisse Saint-Nicolas est autrefois sur le côté est et, depuis le XVIe siècle, l'école latine de la ville. La Porte Rouge marque l'entrée et la sortie au sud de la ville jusqu'en 1872. Le Neumarkt se développe au XIXe siècle, la Rote Straße se divise en Schleswiger et Husumer Straße. Avec l'évolution du trafic de transit dans les années 1920, la Rote Straße est déclassée en rue latérale, qui cependant conserve son caractère de rue commerciale et d'auberge. Cependant, il y a des interventions massives depuis les années 1950. Lors de la démolition de la Töpferstraße, qui s'ouvrait à l'est, la maison n°21, l'une des maisons à colombages les plus précieuses et les plus anciennes de la ville, est démolie en 1954. La ville avait affirmé vouloir conserver les différentes parties de la maison vieille de quatre cents ans pour une reconstruction ultérieure. En 1964, le nouvel hôtel de ville est construit à l'ouest de la rue. La construction d'un parking à plusieurs étages entraîne la démolition d'une grande partie de la rangée orientale de la rue. Bien que la partie préservée de la Rote Strasse soit restée une rue commerçante animée, les arrière-cours en particulier se sont délabrées.
À la fin des années 1980, la Rote Straße est également touchée par la rénovation croissante de la vieille ville. Les cours du côté ouest sont revitalisées avec des restaurants et des petites boutiques, tandis que la façade du parking du côté oriental est précédée de nouveaux bâtiments adaptés à l'ancienne structure, qui abritent également des magasins et des restaurants. La rue devient une zone piétonne et est aujourd'hui l'une des rues commerçantes et nocturnes les plus populaires de la ville, en particulier auprès des touristes. La partie sud offre un contraste complet avec le caractère de vieille ville de la moitié nord de la rue avec de grands bâtiments neufs des années 2000 et le grand parking qui s'étend de la rue à la mairie. La Porte Rouge qui s'y dressait autrefois est aujourd'hui le symbole de la rue.

## Source, notes et références
1. ↑  (de) Werner Junge, « Flensburgs Mittelalter-Kaufhaus steht noch immer », sur Norddeutscher Rundfunk, 2018 (consulté le 28 septembre 2022)

- (de) Cet article est partiellement ou en totalité issu de l’article de Wikipédia en allemand intitulé « Rote Straße (Flensburg) » (voir la liste des auteurs).